# Риверс (Манитоба)
Риверс (енгл. Rivers) је малена варош у југозападном делу канадске провинције Манитоба и део је географско-статистичке регије Вестман. Варош се налази на око 40 км северозападно од града Брандона.
У близини вароши налази се вештачко језеро Вахтопана које је популарно одмаралиште међу локалним становништвом.
Насеље је основано 1908. након проласка линије канадске пацифичке железнице кроз ту област, а име је добило управо према тадашњем председнику железнице Чарлсу Риверсу Вилсону.
Према резултатима пописа становништва из 2011. у варошици је живело 1.189 становника у укупно 526 домаћинства, што је за 0,3% мање у односу на 1.193 житеља колико је регистровано
приликом пописа 2006. године.

## Становништво
| 2011. |
| ----- |
| 1.189 |